# Condado de Lincoln (Nevada)
O Condado de Lincoln (em inglês:  Lincoln County) é um dos 16 condados do estado americano de Nevada. A sede do condado é Pioche e sua única localidade incorporada é Caliente. Foi fundado em 1861.
Neste condado está localizada a famosa Área 51, uma instalação da Força Aérea dos Estados Unidos, que constitui um destacamento remoto da Base Aérea de Edwards. 

## Geografia
De acordo com o United States Census Bureau, o condado possui uma área de 27 550 km², dos quais 27 540 km² estão cobertos por terra e 10 km² por água.

## Demografia
Segundo o censo nacional de 2020, o condado possui uma população de 4 499 habitantes e uma densidade populacional de 0,16 hab/km². Possui 2 730 residências, que resulta em uma densidade de 0,1 residências/km².